# Mercedes-Benz W08
- 1928-33: 4622 cc M08 I8
- 1931-39: 4918 cc M08 I8

Mercedes-Benz W08 — серія великих люкс-автомобілів, що вироблялась компанією Daimler-Benz. Автомобіль було представлено восени 1928 року як перший пасажирський автомобіль з 8-циліндровим двигуном під маркою «Mercedes-Benz». Автомобіль також відомий під різними номерами типів (залишався у виробництві в різних модифікаціях та модернізаціях до кінця літа 1939 року), як найдовгоживучіша модель Mercedes-Benz 1920-х і 1930-х років.

## Typ Nürburg (1928—1929)
W08 «Typ Nürburg 460» був розроблений Фердинандом Порше, який перейшов до Daimler-Motoren-Gesellschaft (DMG) з австрійської філії Austro-Daimler у 1923 році. Порше був членом правління, відповідальним за розробку нових продуктів. Метою компанії було створення першого восьмициліндрового Mercedes-Benz, щоб виставити серйозного конкурента Horch 8. Те, що Horch був головним конкурентом виробника дорогих авто на великому автомобільному ринку Німеччини, не було жартом, оскільки Horch 8 був фактично автомобілем, який Пауль Даймлер, син Готтліба Даймлера засновника DMG, хотів запропонувати для компанії. Проєкт було відхилено, і Пауль покинув компанію за конфліктних обставин, щоб працювати на Horch, а розробку нових продуктів для щойно об'єднаної компанії Daimler-Benz взяв тоді на себе Фердинанд Порше, який перейшов з Austro-Daimler. Робота Порше над новим автомобілем була дуже поспішною. Результатом став автомобіль із традиційним «overslung» шасі «Hochbett» з поздовжніми елементами шасі, розміщеними над осями, у той час, коли нові конструкції все більше віддавали перевагу «underslung» («Tiefbett») компонуванням, у яких осі розташовувалися безпосередньо над несучими елементами шасі. Тому Mercedes-Benz W08 1928 року виглядав немодно високим ще навіть на момент початку його виробництва.
Двигуном служив бензиновий I8 з робочим об'ємом 4,622 см3 та боковим розташуванням клапанів з максимальною потужністю на виході 79 к. с. (80 PS або 59 кВт) при 3400 об/хв., що забезпечував автомобілю максимальну швидкість 100 км/год. Колеса встановлювались на жорстких осях, що підтримувалися спереду і ззаду на напівеліптичних листових ресорах. Гальмування на всіх чотирьох колесах забезпечувалось за допомогою механічного зв'язку за підтримки вакуумного підсилювача Bosch-Dewandre.
Автомобіль був близький за розмірами до Horch 8, конструкція якого фактично була вже перевірена. Версія Horch з кузовом «Pullman-Limousine» 1928 року випускалася з габаритною довжиною 5000 мм і масою 2100 кг (маса власного шасі 1400 кг). Версія Mercedes-Benz Nürburg 460 із кузовом «Pullman-Limousine» 1928 року мала довжину 4890 мм, яка зросла до 5200 мм після додавання знімного багажника: маса Mercedes становила 2150 кг (маса власного шасі 1550 кг). Обидва автомобілі мали вражаючу висоту в цій стандартній формі кузова — 1900 мм, навіть незважаючи на те, що Horch з моменту свого запуску в 1926 році мав шасі типу «underlung». Ширина автомобілів відповідно становила 1765 мм і 1760 мм.
На додаток до автомобіля з кузовом «Pullman-Limousine» за ціною Mercedes-Benz у 15 000 марок, покупці 1928 W08 могли вибрати 6-місний «Tourenwagen» з кузовом типу «торпедо» за 14 000 марок або 4-дверний «Cabriolet D» за 17 500 марок. Існує також згадка про 2-дверний кабріолет зі зменшеною колісною базою, хоча неясно, чи був хоча б один такий варіант виготовлений на основі W 08 1928 року.
Великий старомодний і дуже дорогий Mercedes-Benz W08 1928 року не знайшов покупців, і наступного року його довелося замінити на стильнішу версію, яка тепер використовувала понижене шасі з «underslung». Контракт з технічним директором Фердинандом Порше не був продовжений наприкінці 1928 року, після чого упродовж двох років відбувалася гостра судова тяганина між компанією та її колишнім технічним директором. Тоді ходили чутки, що Daimler-Benz знадобилося шість років, щоб продати за зниженими цінами вже накопичені запаси моделі Nürburg 460 1928 року.

## Typ Nürburg 460 (1929—1932)

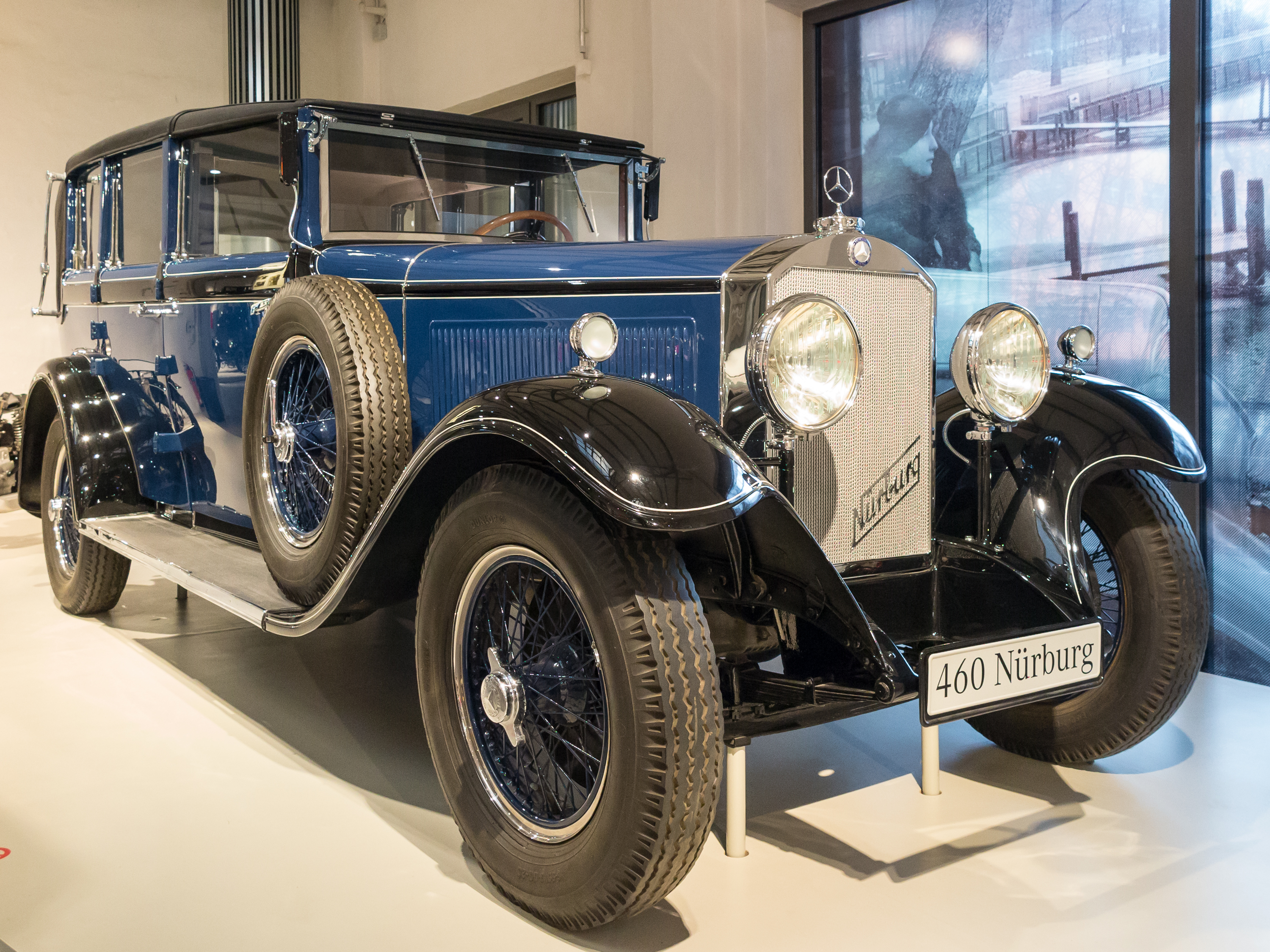
Mercedes-Benz Typ Nürburg 460 (1930)

До 1929 року W08 було значно перероблено новопризначеним технічним директором Гансом Нібелем. Результатом став автомобіль із сучаснішою «заниженою» підвіскою, в якому поздовжні балки шасі розташовувались нижче від осі. Це полегшило людям посадку в автомобіль, а також дозволило встановити низку нижчих і елегантніших кузовів. Однак колісна база 3670 мм (144 дюйми) залишилася без змін.
Двигун та більшість інших технічних особливостей були перенесені без змін з автомобіля 1928 року, включаючи передавальні числа, обрані для чотириступінчастої механічної коробки передач без синхронізації. Новою доступною опцією трансмісії для 1929 року була додаткова передача «овердрайв».
Коротша, але все ще суттєва версія колісної бази 3430 мм (135 дюймів) була доступна з 1931 року для дводверного кабріолета, хоча, наскільки відомо, сама компанія не пропонувала власного «стандартного кузова Зіндельфінгена» для цього коротшого шасі. Стандартні кузови, пропоновані для автомобілів 1929 року зі стандартною колісною базою, охоплювали ті ж можливості, що й модель кузова 1928 року. Зі збережених прикладів стає зрозуміло, що багато клієнтів воліли купувати автомобіль у формі базового шасі та мати кузов на замовлення, доданий незалежним виробником кузовів.
Незважаючи на велику переробку, проведену в 1929 році, Mercedes-Benz W08 все ще не так добре продавався як Horch 8, що, очевидно, міцно влаштувався у верхній частині німецького ринку люксових легкових автомобілів у той час, і який в більшості конфігурацій кузова був дешевший, ніж восьмициліндровий конкурент Mercedes-Benz. З іншого боку, з появою цієї моделі можна було стверджувати, що домінування на ринку великого Horch більше не було цілком незаперечним.
Автомобіль Typ Nürburg 460 у 1930 було подаровано папі Пію XI.

## Typ Nürburg 500 (1931—1933)

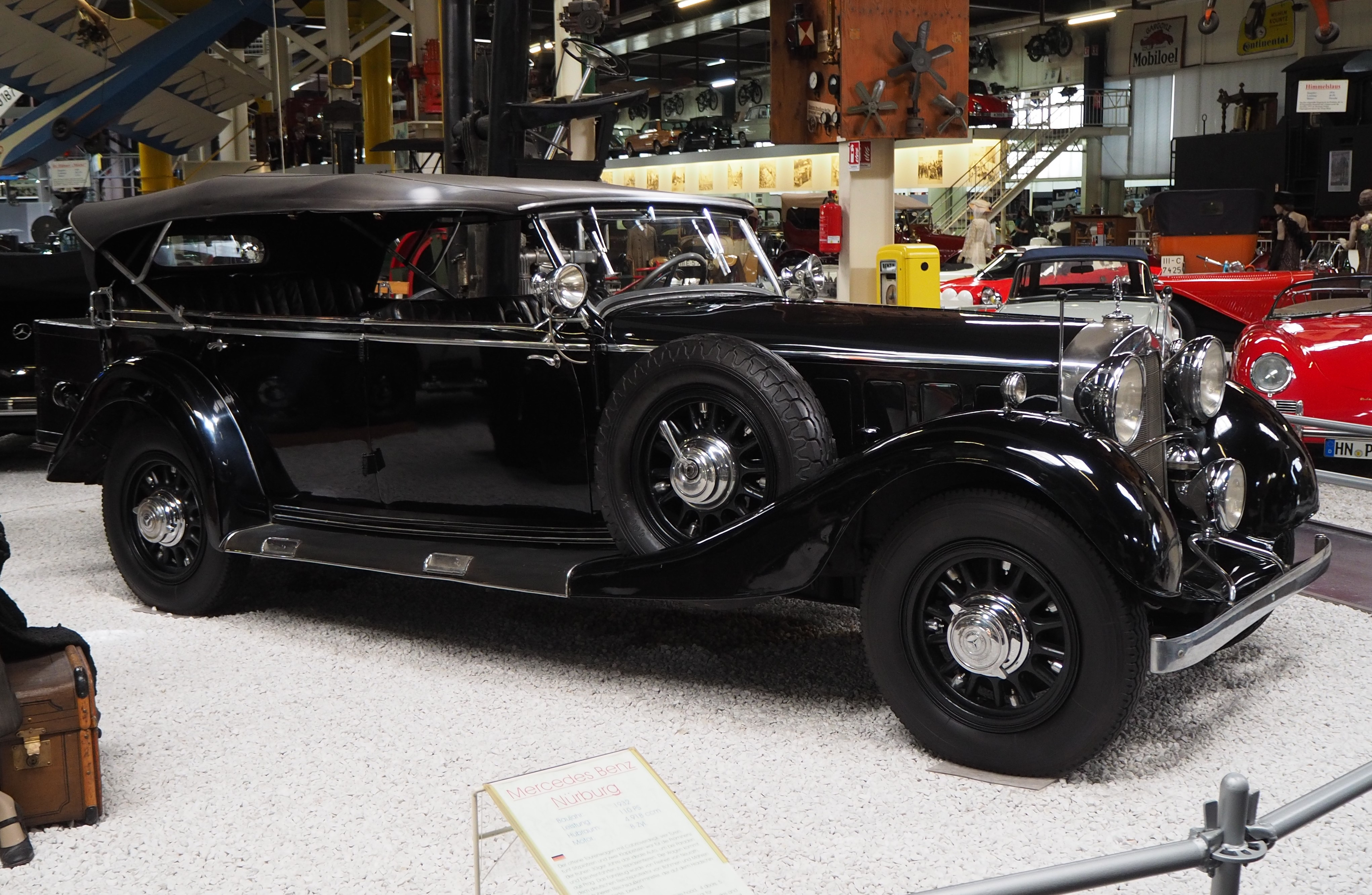
Nürburg 500 Cabriolet (1932) в Музеї техніки в Зінсгаймі

У 1931 році автомобіль із колісною базою 3670 мм (144 дюйми) став доступним з двигуном зі збільшеним до 4918 см3 об'ємом, і який тепер також мав подвійний карбюратор із низхідним потоком. Максимальна потужність становила 100 PS (74 кВт або 99 к.с.) при 3100 об/хв, а заявлена максимальна швидкість зросла до 110 км/год (69 миль/год). Тепер також було представлено ширший асортимент стандартних кузовів, включаючи шестимісний «Pullman-Cabriolet F» за ціною 21 800 марок, а також дво- та чотиридверні моделі «Cabriolet C» і «Cabriolet D».

## Typ 500 (1932—1936)
У 1932 році W08 втратив назву «Nürburg» і став продаватися просто як «Mercedes-Benz Typ 500». Двигун об'ємом 4918 см3 з бічним розташуванням клапанів, потужністю 100 PS (74 кВт; 99 к. с.) та двома карбюраторами з низхідним потоком повітря залишився незмінним, як і опціональна чотириступінчаста коробка передач з підвищувальною передачею, колісна база та перелік стандартних типів кузова. Стиль було дещо змінено, найочевиднішим аспектом якого було невелике загострення решітки радіатора та лобового скла.
Незважаючи на ту саму заявлену максимальну потужність 100 PS (74 кВт; 99 к.с.), ступінь стиснення двигуна був дещо підвищений, як і передавальні числа трансмісії та максимальний крутний момент. З трохи більшими колесами Typ 500 міг розвивати 120 км/год (75 миль/год)

## Typ 500 (1936—1939)
У 1936 році заявлену максимальну потужність двигуна було збільшено до 110 PS (81 кВт; 108 к.с.) при 3300 об/хв. Робочий об'єм циліндрів (4918 см3) не змінився, але відбулося незначне підвищення ступеня стиснення. Заявлену максимальну швидкість тепер збільшено до 123 км/год (76 миль/год). Візуально автомобілі 1936 року випуску можна відрізнити по збільшеному нахилу передньої решітки і лобового скла.
На той час конкурент від компанії Horch автомобіль Horch 8, зник зі сцени (1935 року), а виробництво власних 8-циліндрових автомобілів Mercedes-Benz скоротилося до мінімуму. Між 1931 та 1935 роками річний обсяг продажів легкових автомобілів у Німеччині зріс більше ніж утричі, але ці дуже великі автомобілі не брали участі у загальному розширенні автомобільного ринку 1930-х років. W 08 залишався у виробництві до 1939 року, річний обсяг виробництва в 1936, 1937, 1938 і 1939 роках впав до 87, 54, 50 і 51 штук відповідно. Модель було знято з виробництва в 1939 році без будь-якого безпосереднього наступника, минуло двадцять чотири роки, перш ніж з'явився наступний Mercedes-Benz з 8-циліндровим двигуном, (Mercedes-Benz 600) у 1963 році. Протягом останніх років W 08 був єдиною моделлю в асортименті виробника, яка все ще мала жорсткі осі та дерев'яні колеса.
Mercedes-Benz W08 ніколи не планувався і не очікувався для продажу у величезних обсягах, і протягом одинадцяти років виробництва між 1928 і 1939 роками було випущено 3824 автомобілі. Його менш дорогого й ексклюзивного конкурента, Horch 8, що продукувався у Цвікау, було продано між 1926 і 1934 роками приблизно в кількості 12 000 екземплярів.